# Nacaduba pavana
Nacaduba pavana är en fjärilsart som beskrevs av Thomas Horsfield 1828. Nacaduba pavana ingår i släktet Nacaduba och familjen juvelvingar. Inga underarter finns listade i Catalogue of Life.

## Bildgalleri

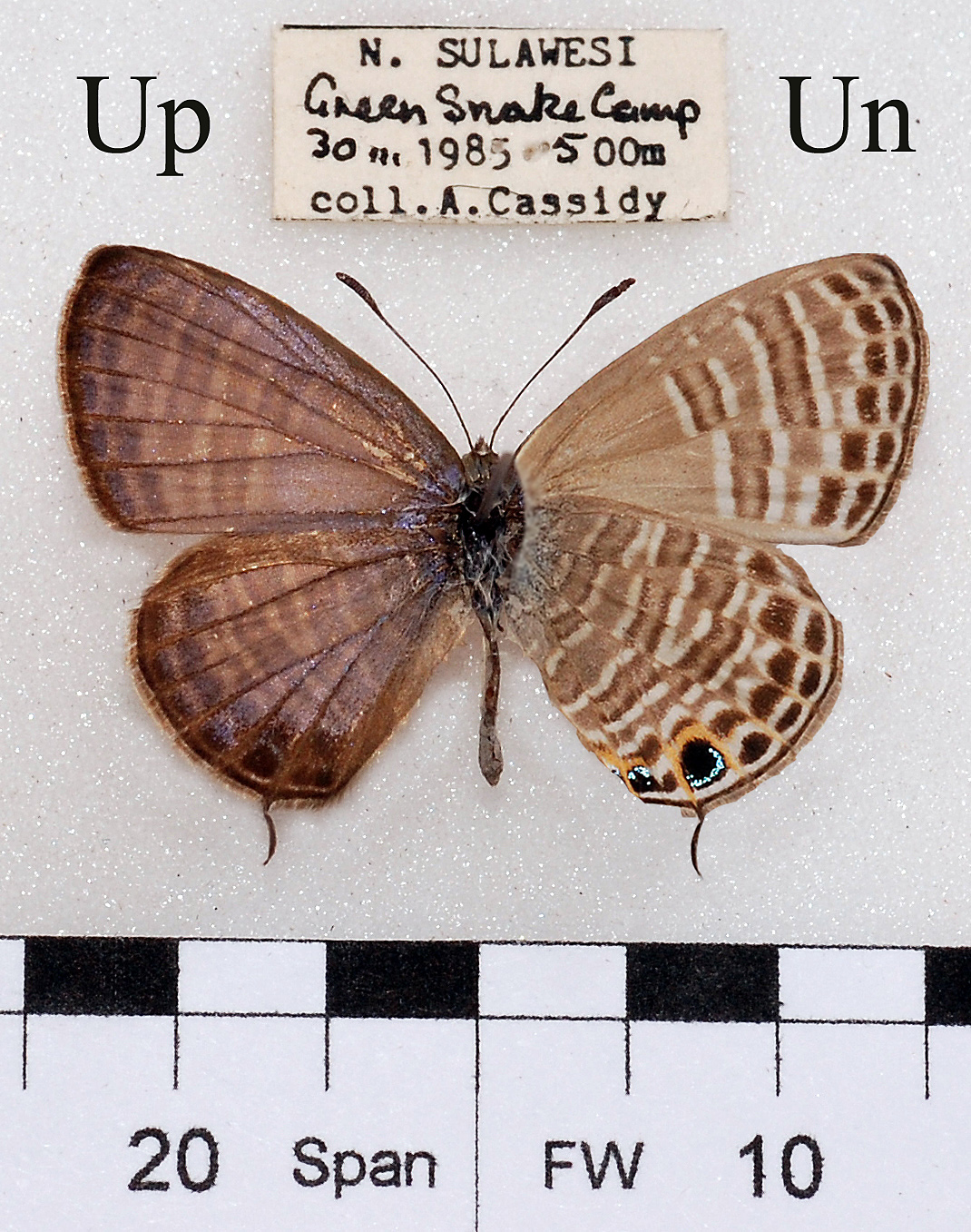